# Осока жилкоплодная
Осо́ка жилкопло́дная (лат. Carex neurocarpa) — многолетнее травянистое растение, вид рода Осока (Carex) семейства Осоковые (Cyperaceae).

## Ботаническое описание
Светло и серовато-зелёное растение, образует дерновины.
Стебли утолщённые, жёсткие, тупо-трёхгранные, гладкие, у основания одеты розовато-охристыми безлистными влагалищами. Все части растения или только перепончатая сторона листовых влагалищ пурпурно-точечные, последняя большей частью поперечно-морщинистая.
Листья равны стеблю или длиннее, полусвёрнутые, шириной 2–3 мм, жестковатые.
Колоски многочисленные,  в чиле 15–50, андрогинные, яйцевидные, с остистыми прицветниками у основания каждого колоска. Колоски собраны в пирамидально-цилиндрическое, густое колосовидное соцветие длиной 3–6 см, иногда нижние коротковетвистые. Чешуи яйцевидные, розовато-ржавые, тонко заострённые, короче и уже мешочков. Мешочки яйцевидные и широкояйцевидные, плоско-выпуклые, длиной (3,2)3,5–4(5) мм, с обеих сторон с многочисленными ребристыми жилками, в верхней половине широко зазубренно-крылатые, зелёные, кверху буро-точечные, постепенно сужены в коротко двузубчатый, узко и зубчато-крылатый носик. Кроющие листья у двух–трёх нижних колосков линейные, 1,5–2,5(3) мм шириной, в 3–6 раз превышающие соцветие.
Плод в 2,5 раза короче и почти в 2 раза у́же мешочка.
Число хромосом 2n=108 (Tanaka, 1937)
Вид описан из бассейна река Амур.

## Распространение и экология
Ареал вида охватывает Дальний Восток: Удский район, окрестности Благовещенска, север и юг Уссурийского края; Восточную Азию: Северо-Восточный и Северный Китай, полуостров Корея, Япония.
Произрастает на сырых и болотистых лугах, по берегам рек и ручьёв.

## Таксономия
Вид Осока жилкоплодная входит в род Осока (Carex) трибы Cariceae подсемейства Сытевые (Cariceae) семейства Осоковые (Apiaceae) порядка Злакоцветные (Poales).
|  |                                      |  |                                                             |                                                             |                    |  | ещё 17 семейств (согласно Системе APG II) | ещё 17 семейств (согласно Системе APG II)         |                                                   |  |  |  | ещё 13 триб (согласно Системе APG II) | ещё 13 триб (согласно Системе APG II) |  |  |  |  | ещё более 2450 видов | ещё более 2450 видов |
|  |                                      |  |                                                             |                                                             |                    |  | ещё 17 семейств (согласно Системе APG II) | ещё 17 семейств (согласно Системе APG II)         |                                                   |  |  |  | ещё 13 триб (согласно Системе APG II) | ещё 13 триб (согласно Системе APG II) |  |  |  |  | ещё более 2450 видов | ещё более 2450 видов |
|  |                                      |  |                                                             | порядок Злакоцветные                                        |                    |  |                                           |                                                   | подсемейство Сытевые                              |  |  |  |                                       | род Осока                             |  |  |  |  |                      |                      |
|  |                                      |  |                                                             | порядок Злакоцветные                                        |                    |  |                                           |                                                   | подсемейство Сытевые                              |  |  |  |                                       | род Осока                             |  |  |  |  |                      |                      |
|  | отдел Цветковые, или Покрытосеменные |  |                                                             |                                                             | семейство Осоковые |  |                                           |                                                   | триба Cariceae                                    |  |  |  | вид Осока жилкоплодная                |                                       |  |  |  |  |                      |                      |
|  | отдел Цветковые, или Покрытосеменные |  |                                                             |                                                             |                    |  |                                           |                                                   |                                                   |  |  |  |                                       |                                       |  |  |  |  |                      |                      |
|  |                                      |  | ещё 44 порядка цветковых растений (согласно Системе APG II) | ещё 44 порядка цветковых растений (согласно Системе APG II) |                    |  |                                           | подсемейство Мапаниевые (согласно Системе APG II) | подсемейство Мапаниевые (согласно Системе APG II) |  |  |  | ещё около 100 родов                   | ещё около 100 родов                   |  |  |  |  |                      |                      |
|  |                                      |  |                                                             | ещё 44 порядка цветковых растений (согласно Системе APG II) |                    |  |                                           |                                                   | подсемейство Мапаниевые (согласно Системе APG II) |  |  |  |                                       | ещё около 100 родов                   |  |  |  |  |                      |                      |